# Науково-технічна інформація (журнал)
«Науково-технічна інформація» — науково-практичний інформаційний журнал з проблем інноваційної діяльності.
До тематики видання входить наступне коло питань:
- науково-інформаційна діяльність (наукові і практичні аспекти розвитку національної системи науково-технічної інформації);
- прогнозно-аналітичне забезпечення економічної політики (напрями, тенденції, перспективи розвитку прогнозно-аналітичних досліджень; передовий досвід інформаційно-аналітичної підтримки прийняття управлінських рішень; сучасні інформаційні технології, засоби, системи забезпечення ефективного державного управління);
- економічні проблеми науково-технологічного та інноваційного розвитку;
- електронні інформаційні ресурси і технології (проблеми організації і формування, збереження і використання інформаційних ресурсів);
- захист інтелектуальної власності в галузі інформаційних ресурсів і технологій;
- інформаційне забезпечення трансферу технологій.Трансфер технологій[1].

9 лютого 2000 р. журнал був внесений ВАК України до Переліку фахових видань з технічних наук, 13 грудня 2000 р. внесений також до Переліку фахових видань з економічних наук.
Зміст журналу розкривається у національній реферативній базі даних «Україніка наукова» та в Українському реферативному журналі «Джерело».